# Kanakanavu
I Kanakanavu o Kanakanabu (卡那卡那富), sono un popolo indigeno del centro-sud dell'isola di Taiwan.
Vivono nei due villaggi di Manga e Takanua nel Distretto di Namasia, Kaohsiung (Zeitoun e Teng, 2014).

## Storia
Il 26 giugno 2014, il governo taiwanese, ha riconosciuto ufficialmente i Kanakanavu, come la 16ª tribù aborigena.